# گویگانگ
گویگانگ (به ژوانگ: Gveigangj Si)(به چینی: 贵港市، به پین‌یین: Guìgǎng Shì) یک شهر در سطح ولایت در جمهوری خلق چین است که در منطقه خودمختار گوانگشی ژوانگ واقع شده است.

## خصوصیات
گویگانگ ۱۰٬۵۹۵ کیلومترمربع مساحت و ۴٬۴۰۰٬۰۰۰ نفر جمعیت دارد و ۴۵ متر بالاتر از سطح دریا واقع شده است.
۸۵٪ جمعیت شهر را مردم هان (قومیت چینی) تشکیل می‌دهند. ۱۳٪ جمعیت شهر، را مردم ژوانگ و بقیه را اقلیت‌های قومی دیگر چون مردم یائو تشکیل می‌دهند.